# 古賀龍太郎
古賀 龍太郎（こが りゅうたろう、1888年（明治21年）2月15日 - 1957年（昭和32年）2月20日）は、大日本帝国陸軍軍人。最終階級は陸軍中将。功四級

## 経歴
1888年（明治21年）に福岡県で生まれた。陸軍士官学校第21期卒業。1937年（昭和12年）4月に歩兵第70連隊留守隊長に就任し、8月に陸軍歩兵大佐に進級。1938年（昭和13年）に歩兵第170連隊長に就任し、日中戦争に出動。広東攻略戦に参加した。1940年（昭和15年）、陸軍少将進級と同時に対馬要塞司令官に就任。
1942年（昭和17年）に歩兵第52旅団長に転じ、長沙、衡陽、全県を連戦。1945年（昭和20年）1月に第127師団長心得となり、3月に陸軍中将進級と同時に第127師団長に親補される。図們南方に駐屯し、終戦を迎えた。
1948年（昭和23年）1月31日、公職追放仮指定を受けた。

## 栄典
勲章
- 1945年（昭和20年）7月25日  - 勲一等瑞宝章[5]